# Anagelasta lineifrons
Anagelasta lineifrons är en skalbaggsart som beskrevs av J. Linsley Gressitt 1951. Anagelasta lineifrons ingår i släktet Anagelasta och familjen långhorningar. Inga underarter finns listade i Catalogue of Life.